# Casa Magí Farriol
La Casa Magí Farriol és una obra de la Llacuna (Anoia) inclosa a l'Inventari del Patrimoni Arquitectònic de Catalunya.

## Descripció
Casa de planta rectangular molt allargassada que presenta dos patis laterals tancats (a banda i banda dels costats llargs).
A la façana principal hi ha dues plaques que diuen ; "a l'estali i traball de Joseph Gomà Orriach y dels seus 1912" y Memoria de José gomà Orriachs y mi esposa Isabel Alegret Gomà 1880".

## Història
Segons la propietària, fou construïda l'any 1880 i acabada el 1915.
Tenien bestiar i encara es conserva al maquinària per produir oli i vi.
El 1890 consta que Josep Gomà Urriach fou batlle de la Llacuna.